# Elstow
Elstow – wieś w Anglii, w hrabstwie ceremonialnym Bedfordshire, w dystrykcie (unitary authority) Bedford. Leży 4 km na południe od centrum miasta Bedford i 71 km na północ od centrum Londynu.